# Báječná léta pod psa
Báječná léta pod psa je román s autobiografickými prvky českého spisovatele Michala Viewegha z roku 1992. Kniha zachycuje atmosféru v Československu od doby normalizace až po pád komunismu. Na motivy knihy natočil v roce 1997 stejnojmenný český film režisér Petr Nikolaev, v němž hlavní postavy ztvárnili Ondřej Vetchý, Libuše Šafránková, Jan Zahálka, Vladimír Javorský, Vilma Cibulková a Vladimír Dlouhý.